# Katatonia
Katatonia es un grupo sueco de doom metal y rock progresivo formado en 1991 por Jonas Renkse y Anders Nyström al inicio de su primer álbum lanzado Dance of December Souls con estilo del black/doom con influencias del death/doom hasta 1998 con la salida de tercer álbum Discouraged Ones con el paso del metal gótico y metal alternativo hasta el 2001. Luego con el The Great Cold Distance dieron un paso hacia el metal progresivo. Los primeros álbumes de Katatonia se caracterizan por la melancolía de su sonido, catalogados a menudo como doom metal, y una notable influencia a estilos como black metal y death metal. Sin embargo, después de lanzar dos álbumes, el grupo cambia la dirección de su música a un sonido más moderno y melódico, gracias al uso de sonidos alternativos y riffs más pesados, y ciertos elementos progresivos y electrónicos con base en los últimos álbumes lanzados por la banda.

## Los orígenes
Katatonia se formó en el año 1991, por el dúo compuesto por Anders Nyström y Jonas P. Renkse, con el nombre Melancholium los cuales publicaron su primera demo titulada Rehearsal en el año 1991. Durante el año 1992, cambian su nombre a Katatonia y graban dos demos más, Rehearsal 92 y Jhva Elohim Meth.

## Aparición dentro de la escena Doom Metal
Luego de su demo Jhva Elohim Meth, el sello neerlandés Vic Records puso su atención sobre el grupo, quienes permitirían el relanzamiento del demo como Jhva Elohim Meth… The Revival. Al mismo tiempo, el dúo pudo encontrar un bajista que les permitiera hacer presentaciones en vivo, Guillaume Le Huche. 
Ya con formación completa, en 1993 entran a Gorysound Studio para grabar su primer álbum de larga duración, Dance of December Souls. Este combinaba los elementos del death metal que se habían introducido al doom, como voces guturales. El disco también cuenta con el uso de pianos constantes y la programación hecha por Dan Swäno. Aquel disco recibió buenas críticas desde las revistas especializadas y desde los fanes del doom metal.[cita requerida]

## Breve paréntesis
Tras el éxito obtenido con su primera incursión dentro del doom metal, Le Huche abandona la banda, y Renkse y Nyström no logran encontrar un bajista sustituto de tiempo completo, ya que según palabras del propio Anders, cada candidato buscaba transformar la banda en una copia de Morbid Angel, así que el dúo decide abandonar el proyecto de Katatonia y buscar sus propios horizontes. Renkse lo hará con su banda October Tide, mientras que Nyström con Diabolical Masquerade y Bewitched.

## Reunión y nuevo concepto (1996-1998)
Los miembros vuelven a reunirse en 1996 con un diferente enfoque de su estilo y, al fin, con un tercer miembro estable, venido de las filas de October Tide, Fred Norrman. Antes de poder grabar su segundo material, Renkse pierde la posibilidad de cantar con voces guturales, debido a un desgaste crónico causado por los conciertos de su primer álbum y de sus proyectos paralelos. Así que se le pide al cantante de Opeth, Mikael Åkerfeldt que realice esta labor para no perder las ideas que el dúo tenía en mente. Durante ese año se graba Brave Murder Day.
Después de una primera sesión de giras por Europa, en la que Jonas tuvo que devolverse a Suecia por el desgaste de su voz gutural, la banda volvió a los estudios, esta vez Sunlight, en 1997, para lanzar nuevo material mediante un EP de tres canciones,  Sounds of Decay, que sigue las mismas pautas que Brave Murder Day, y a su vez siendo el puente entre el doom/death que estaban por dejar y el rock gótico que estaban por crear. Aparece de nuevo Åkerfeldt realizando los guturales, pero esta vez con más fuerza que antemano, mientras que irónicamente las guitarras se hicieron menos pesadas y se abrieron más momentos de guitarras limpias.

## Cambio de rumbo (1998-2003)
Casi inmediatamente después de lanzar su último EP, Katatonia se propone un cambio de viraje y un mayor grado de experimentación, después de, según ellos, "haber cubierto toda la esfera del doom metal". Lanzan el disco Discouraged Ones, un rock gótico con tintes alternativos y shoegaze. Renkse volvió como batería y cantante, pero esta vez con voces limpias y suaves aunque conservando la oscuridad de antaño, y dejando en un segundo plano el metal en su sonido. 
Al terminar el disco, el sello discográfico Peaceville Records entabla un contrato de 5 discos con la banda.
Katatonia vuelve a Sunlight para grabar lo que sería su cuarto disco, Tonight's Decision. La banda volvería a tener problemas para contratar un miembro baterista, por lo que Dan Swäno tuvo que hacer de baterista de sesión, permitiendo que Renkse se enfocara totalmente en el trabajo vocal.
El disco tuvo una importante acogida internacional. Partieron en una gira por toda Escandinavia, abriendo para Paradise Lost. Antes de volver a los estudios a grabar un nuevo álbum, Katatonia comenzó una serie de giras junto con Opeth en EE. UU. y Polonia.
El quinto disco se tituló Last Fair Deal Gone Down. Éste fue el último disco de Katatonia en usar temáticas abstractas. También fue el primer álbum del grupo que empezó a darle peso al sintetizador en sus composiciones, siendo en algunas partes de las canciones un elemento preponderante.
Después de salir de gira con el nuevo material en el Peacefest de marzo de 2001 y de abrir para Opeth en una serie de conciertos por Europa Central e Inglaterra, Katatonia se tomó un descanso de un año durante el cual desarrolló nuevas ideas para el siguiente álbum.

## Segunda entrada en el metal por la vía alternativa (2003 - 2009)
El 2003 vería nacer el sexto trabajo de Katatonia, Viva Emptiness, que trasluce influencias del metal alternativo. En el 2006 lanzan The Great Cold Distance que incluye un sonido aún más progresivo que sus anteriores trabajos, citando influencia de bandas como Tool.
En el tiempo transcurrido entre The Great Cold Distance y Night Is the New Day la banda entró en una crisis de composición de canciones por primera vez en su carrera. La banda había reservado el estudio por lo menos dos veces y tuvo que cancelar las reservas en ambas ocasiones. Blakkheim adujo que el material que habían escrito no era satisfactorio para la banda y habría sido una decepción para los fanes. El portavoz de la banda dijo que era "bloqueo del escritor y la presión que involucra".

## Actualidad (2009–presente)
Tras tres años, Katatonia decide sacar su octavo trabajo en estudio. Night is the New Day en el cual aumentan los elementos del sintetizador, e incluso en temas como "Idle Blood"  llegan a haber samples de violín.
El álbum fue lanzado en 2009 y recibió elogios de la crítica. A fines del 2009 Per Eriksson y Niklas Sandin se unieron a la banda para la gira del álbum.
El martes 22 de diciembre de 2009, la banda anuncia tristemente la partida de los hermanos Norrman (Fredrik y Mattias) debido a problemas familiares. En palabras de Mattias: "Esta decisión ha sido quizás la más difícil de mi vida. La razón son los pequeños factores que me hacen estar alejado de casa este año entrante. Va a haber una gran cantidad de tours en el futuro así que el momento para tomar la decisión tenía que ser ahora. No es por ningún conflicto personal con la banda, simplemente que el tiempo para los tours no es bueno para mí ahora... No es lo que quería, pero la familia siempre estará en primer lugar".
La banda relanzó los álbumes Night Is the New Day y Last Fair Deal Gone Down en 2011.
Katatonia tocó por primera vez en Líbano el 3 de septiembre de 2011. El evento tuvo lugar en el anfiteatro romano de Zouk Mikael.
El 14 de diciembre de 2011, la banda toca un concierto en Estocolmo celebrando los 20 años de carrera. Durante el mismo aparecieron miembros antiguos, así como otros músicos como Krister Linder.
El 31 de diciembre de 2011, Katatonia anunció que grabarían un nuevo álbum en 2012 y que planeaban lanzarlo antes del verano de 2012. También trabajaron en un DVD titulado Last Fair Day Gone Night. El 27 de enero de 2012 anuncian su entrada al estudio para grabar lo que sería su noveno álbum. En 28 de mayo, revelaron el título del álbum: "Dead End Kings" y sería lanzado el 27 agosto en Europa y el 28 en Estados Unidos. Katatonia se embarca  en un tour, Dead Ends Of Europe junto con Alcest y Junius en noviembre de ese mismo año.
El 9 de septiembre de 2013, el grupo lanzó un álbum llamado "Dethroned & Uncrowned", con canciones retrabajadas acústicamente de su álbum anterior, Dead End Kings.
En 2014, Per Erikson y Katatonia partieron caminos mutuamente debido a puntos de vista diferentes y a la decisión del primero de vivir en Barcelona. Poco más tarde el baterista Liljekvist también dejaría el grupo, pero en términos amigables, citando problemas personales y financieros.
El 31 de marzo de 2015, lanzaron un nuevo álbum en vivo llamado Sanctitude en CD y DVD.
El 9 de noviembre de 2015, anunciaron en su página web a un nuevo miembro: el baterista Daniel ’Mojjo’ Moilanen, que fue anunciado como reemplazo permanente de Liljekvist. También anunciaron que entraban al estudio para grabar un nuevo álbum de estudio que sería lanzado en 2016.
El 20 de mayo de 2016 fue lanzado The Fall of Hearts, su nuevo álbum de estudio, con un sonido progresivo.
El 15 de diciembre de 2017, sorpresivamente la banda decide tomar un breve descanso y una "reevaluación" de su futuro. Además cancelaron todas las fechas que tenían programadas en Alemania, España, Polonia y Noruega, cerrando de manera anticipada la gira promocional de su último disco, ‘The Fall of Hearts’.
La banda anunció que entraría en pausa en 2018, aduciendo que Öjersson había sido hospitalizado por una grave lesión en la espalda a fines de 2017 y existían una serie de problemas que no fueron revelados, por lo que necesitaban tomarse un tiempo libre y "reevaluar lo que depara el futuro para la banda". En febrero de 2019 anunciarían su regreso para celebrar el décimo aniversario de su álbum Night Is the New Day de 2009, con una gira de aniversario y el lanzamiento de una edición de lujo. Su undécimo álbum de estudio, City Burials, fue lanzado en abril de 2020; como primer sencillo fue elegido el tema "Lacquer".

## Estilo musical
Debido a la constante evolución del grupo y la incorporación de nuevos sonidos, no se ha podido definir en un subgénero del metal en concreto; sus rasgos musicales e influencias  varían desde el extremismo del black metal sinfónico y el death/doom, mutando en álbumes posteriores hacia el metal progresivo, el metal gótico, el rock experimental y el metal alternativo, a todo esto, se le suma la más pura atmósfera de depresión y melancolía presente tanto en su música como en sus letras.

## Miembros
- Jonas Renkse - Voces (y batería hasta Tonight's Decision)
- Anders Nyström - Guitarra[9]
- Niklas Sandin - Bajo

### Miembros pasados
- Mikael Åkerfeldt - Voces (invitado en Brave Murder Day)
- Guillaume Le Huche (Israphel Wing) - Bajo (en Dance Of December Souls y For Funerals To Come)
- Micke Oretoft - Bajo (en Saw You Drown y Discouraged Ones)
- Fredrik Norrman - Guitarras (desde Brave Murder Day hasta Night is the New Day)
- Mattias Norrman - Bajo (desde Last Fair Deal Gone Down hasta Night is the New Day)
- Dan Swanö - Batería en el álbum Tonight's Decision

## Discografía

### Álbumes de estudio
- Dance of December Souls - 1993
- Brave Murder Day - 1996
- Discouraged Ones - 1998
- Tonight's Decision - 1999
- Last Fair Deal Gone Down - 2001
- Viva Emptiness - 2003
- The Great Cold Distance - 2006
- Night is the New Day - 2009
- Dead End kings - 2012
- Dethroned and Uncrowned - 2013
- The Fall of Hearts - 2016
- City Burials  - 2020
- Sky Void of Stars - 2023
- Nightmares as Extensions of the Waking State - 2025

### Compilaciones
- Brave Yester Days - 2004
- The Black Sessions - 2005
- Consternation (álbum en vivo) - 2007
- Kocytean - 2014
- Sancitude (versión acústica en vivo) - 2015

### EP
- Jhva Elohim Meth ... The Revival - 1992
- W.A.R Compilation Vol.1 - 1994
- For Funerals To Come - 1995
- Sounds of Decay - 1997
- Saw You Drown - 1998
- Teargas - 2001
- Tonight's Music - 2001
- Night Is The New Day - 2001
- Kocytean - 2014

### Sencillos
- "Deadhouse" - 1998
- "Saw You Drown" - 1998
- "Black Sessions" - 1999
- "Teargas" - 2001
- "Tonight's Music" - 2001
- "Ghosts of the Sun" - 2003
- "Deliberation" - 2006
- "My Twin" - 2006
- "July" - 2006
- "Follower" - 2006

### Demos
- Rehearsal - 1991
- Jhva Elohim Meth - 1992
- Rehearsal 92 - 1992